# M44 (САУ)
M44 (англ. M44 self propelled howitzer) — американська 155-мм самохідна гаубиця, створена на базі легкого танку M41 Walker Bulldog, що перебувала на озброєнні артилерії армії США, а також артилерійських підрозділів армій Великої Британії, Західної Німеччини, Бельгії, Туреччини та інших країн у 1950—1970-ти роки.

## Зміст
Ближче до кінця Корейської війни армія США намагалася замінити самохідну гаубицю M41, яка продемонструвала в ході бойових дій високу вогневу міць та відмінну бойову ефективність, але водночас мала чимало слабких місць. Однією з головних проблем цієї гаубиці вважалося недостатньо захищене бойове відділення. Артилеристи повинні були працювати в невисокій рубці, яка не мала даху, що створювало підвищений ризик. Крім того, САУ M41 була побудована на базі легкого танка M24, який вже не можна було б назвати новою технікою. Заміною була самохідна гаубиця M44, створена на базі нещодавно представленого легкого танка M41. На відміну від M41 і більш раннього варіанту M12, M44 мала закритий гарматний відсік, що забезпечувало екіпажу з п'яти осіб достатній броньовий захист навіть під час стрільби з гармати. 155-мм гармата була версією польової гаубиці M114, позначеною як гаубиця M45 з модифікованою системою віддачі, яка була більш компактною і повністю розміщувалася під бронею, крім верхньої частини і ствола, разом із 24 снарядами.
Початковий прототип отримав позначення T99E1, але виробництво почалося ще до завершення випробувань. Після того, як 250 вже було виготовлено компанією Massey Harris, було виявлено, що при стрільбі з гаубиці в гарматний відсік викидалися отруйні пари, що призвело до скасування замовлення. Інженери запропонували оновлену конструкцію під назвою T194E1 з модифікованою гаубицею та відкритим відділенням для екіпажу, що дозволяло успішно позбавлюватися отруйних газів, хоча й ціною зниження захищеності екіпажу. Вже попередньо випущені машини були модернізовані до нового стандарту і надійшли під позначенням M44 до артилерійських підрозділів у 1954 році, надто пізно, щоб взяти участь у Корейській війні. Пізніше M44 отримала нові двигуни AOS-895-6, і таким чином отримав позначення M44A1. M44 прослужили до 1963 року, коли їй на заміну надійшла сучасна M109.
M44 експортувався до Західної Німеччини, Італії, Великої Британії (де його називали «Кардинал» відповідно до британської традиції щодо найменувань самохідної артилерії) та Туреччини.
У 1956 році Велика Британія отримала 58 M44 за програмою військової взаємодопомоги MDAP (англ. Mutual Defense Assistance Act). 52 були розгорнуті у британській армії на Рейні в полках: 1-й та 4-й королівські кінної артилерії, а решта шість були відправлені до Англії. M44 вважала великим кроком вперед у порівнянні з старими самохідними гаубицями «Секстон» часів Другої світової війни. Коли з'явилася новіша зброя, M44 були передані іншим підрозділам, і в кінцевому підсумку були зняті з озброєння та у червні 1968 року повернуті до Сполучених Штатів.
У 1986 році 222 M44 турецької армії були значно модернізовані компанією Rheinmetall шляхом встановлення німецьких гаубиць калібру 155 мм зі збільшеною дальністю дії на 24,7 км. Був встановлений дизельний двигун MTU MB 833 Aa-501 V-6 з водяним охолодженням і потужністю 450 к.с. при 2300 об/хв у поєднанні з оригінальною трансмісією Allison CD-500-3 через коробку передач ZF. Були внесені також численні інші вдосконалення, такі як модернізована підвіска, гусениці та керування вогнем, а також збільшення паливної ємності. Місце водія було перенесено всередину корпусу. Останній екземпляр оновленої самохідної гаубиці був поставлений у 1992 році. Деякі джерела стверджують, що їх зараз відкликали, але дві були помічені на відео російського інформаційного агентства RT, коли вони нібито вели вогонь по Північній Сирії з прикордонної застави в Туреччині в 2015 році.

## Країни-оператори
- Бельгія: на службі з 1956 до 1967 року; в 1983 році 25 поставлені на зберігання
- Велика Британія: 58 отримані в 1955 році, перебували на озброєнні до 1968 р.
- Греція: на озброєнні Грецької армії
- Туреччина: 222 модернізовані версії M44T на озброєнні сухопутних військ Туреччини
- Італія: у важких танкових батальйонах танкових дивізій італійської армії, зокрема в 132-ій танковій дивізії «Арієте»
- Німеччина: усі зняті з озброєння
- США: 250 одиниць (зняті з озброєння)
- Японія: 10 на озброєнні сухопутних військ Японії з 1965 до 1980s; замінені на САУ Тип 75